# Persona Q: Shadow of the Labyrinth
Persona Q: Shadow of the Labyrinth (ペルソナQ シャドウ オブ ザ ラビリンス, Perusona Kyū shadō obu za Rabirinsu) es un videojuego de rol desarrollado por Atlus para la consola portátil Nintendo 3DS. Es una derivación de la historia original, presentado en el mundo de la serie Persona, que forma parte de la franquicia Megami Tensei. Fue publicado alrededor de todo el mundo en 2014: en junio se lanzó en Japón, en noviembre en América del Norte y Europa, y durante diciembre en Australia. Altus publicó el título en Japón y América del Norte; mientras que otra desarrolladora, NIS America, sacó el título en las regiones PAL. 
La historia de Persona Q se centra en una pequeña dimensión aislada donde los grupos de Persona 3 y Persona 4 son arrastrados de sus líneas de tiempo por un ente desconocido que los manda a una réplica de la escuela preparatoria Yasogami de Persona 4. Se encuentran con Zen y Rei, dos personas a las que les robaron sus recuerdos, ambos grupos tendrán que unirse y explorar los 4 laberintos para recuperar los tesoros que guardan parte de las memorias de Zen y Rei, y así poder liberarlos de esa dimensión. La jugabilidad junta elementos de Persona y Etrian Odyssey, está basada en la exploración de laberintos (mazmorras) en primera persona, así como mecánicas clásicas de combate en la franquicia como la utilización de Personas contra los enemigos conocidos como Shadows 
El desarrollo comenzó después del éxito que tuvieron con el juego de peleas Persona 4 Arena en 2012, basándose en el deseo de crear una derivación en la historia de Persona trabajando junto a Etrian Odyssey y la demanda de los fanes por un título de Persona en el 3DS. El equipo de desarrollo está constituido por gente proveniente de los principales creadores de la franquicia Persona y Etrian Odyssey IV: Legends of the Titan. El diseñador de personajes para la franquicia, Shigenori Soejima diseñó un nuevo estilo  "chibi" deformado, la música fue compuesta por Atsushi Kitajoh y Toshiki Konishi bajo la supervisión del compositor principal de la serie, Shoji Meguro. Fue anunciado por primera vez en el 2013 junto con otros dos juegos: Persona 4: Dancing All Night y Persona 5. Este título es el primero de la serie Persona en desarrollarse para una plataforma de Nintendo. Su lanzamiento empezó con buenas ventas y opiniones positivas por parte de los críticos, varios adoraron la combinación entre características de Persona y Etrian Odyssey. Cuenta con una secuela titulada: Persona Q2: New Cinema Labyrinth, que además incluye al elenco de Persona 5, fue lanzada para Nintendo 3DS  en Japón en noviembre de 2018 y en todo el mundo en junio de 2019.

## Jugabilidad
Persona Q es un juego que junta personajes de la franquicia de Persona, estos provienen de los juegos Persona 3 y Persona 4, y se centra en la travesía de mazmorras "dungeon crawling" con un estilo similar a la serie Etrian Odyssey. El jugador escoge personajes de ambos juegos, Persona 3 y Persona 4, lo cual afecta en los diálogos y eventos de la historia.
El juego se desarrolla en dos áreas principales: la escuela preparatoria Yasogami, y un cierto número de laberintos. En la escuela Yasogami, el jugador puede conversar con los personajes, sanar al equipo, crear objetos y equipamientos, y visitar la "habitación de terciopelo" donde pueden fusionar nuevas Personas. En los laberintos, el equipo del jugador explora, pelea contra enemigos y encuentra tesoros. Conforme el jugador avanza por los laberintos, el mapa que se encuentra en la pantalla inferior comienza a llenarse indicando el progreso que se ha hecho a lo largo de la mazmorra; cuando un piso ha sido explorado en su totalidad un cofre aparece. El jugador puede editar el mapa colocando iconos que representan zonas de interés para que los viajes por los laberintos sean más sencillos. En caso de que el jugador no quiera editar el mapa, puede seleccionar la opción de mapeo automático. El juego cuenta con dos tipos de enemigos: Sombras, que aparecen de forma aleatoria, y los Fysis Oikein Eidolon (FOE's), estos enemigos son un reto ya que se mueven conforme el jugador hace jugadas y para evitarlos se requiere de la estrategia correcta.
Cuando se confronta a un enemigo, el jugador pelea contra ellos utilizando sus Personas, los cuales pueden atacar a los contrincantes y sanar a los aliados. Además de sus Personas principales, los personajes pueden tener sub-Personas. Al utilizar habilidades especiales que causen más daño a los enemigos, el equipo del jugador entrará en "modo impulso" durante ese momento, un personaje podrá realizar ataques concentrados o en equipo con mayor facilidad.

## Argumento
La historia del juego se divide en dos campañas que siguen diferentes perspectivas dependiendo el equipo Persona 3 o Persona 4; cada camino comienza por eventos provenientes de los juegos de origen de los personajes. Los eventos y diálogos dependen de la elección que el jugador tome al seleccionar un protagonista. En la preparatoria Yasogami en Inaba, durante el festival de la cultura, una extraña campana comienza a sonar arrastrando al Equipo de Investigación en una versión distorsionada y más bizarra de la escuela. Mientras tanto, los miembros del Equipo Especializado de Ejecución Extracurricular (siglas en inglés: SEES) estaban en una misión dentro de la misteriosa Fortaleza Tartarus cuando son transportados al elevador de la "habitación de terciopelo", este los lleva a la versión distorsionada de la escuela Yasogami. Al llegar a la otra dimensión, la Habitación de Terciopelo comienza a deformarse hasta volverse irreconocible e inestable, poco después dos puertas aparecen, dependiendo de cual escojan, los personajes serán transportados a otra época. Tras descubrir un laberinto debajo de la escuela, los dos equipos conocen a dos estudiantes cuyas memorias fueron robadas, Zen y Rei, estos deciden unirse a los equipos para explorar la zona y pelear contra las "sombras" con el fin de poder recuperar los recuerdos de aquellos alumnos que encontraron y hallar una forma de escapar. En el camino, los SEES y el Equipo de Investigación se dan cuenta de que vienen de diferentes épocas en el tiempo.
Los grupos eventualmente exploran los 4 laberintos y logran abrir cada puerta en la Habitación de Terciopelo y recuperan la memoria de Zen. Él revela que su verdadera identidad es Chronos, una manifestación de la muerte creada por el Inconsciente Colectivo y Rei es una niña cuyo nombre real es Niko quien murió de un enfermedad 12 años antes. Cuando Chronos vino para llevarla a la siguiente vida, quedó intrigado por su descenso al nihilismo al haber vivido lo que aparentemente sería una vida sin sentido. Chronos creó la dimensión alterna de la preparatoria Yasogami, se dividió así mismo en Zen y un ente poderso conocido como el Dios de los Mecanismos, luego selló los recuerdos de ambos y los escondió para tener la oportunidad de traer felicidad a Rei. El Dios de los Mecanismos es el responsable de haber atrapado a los SEES y al Equipo de Investigación en esa versión distorsionada de la escuela, con esperanzas de que ellos recorrieran los laberintos y vayan recolectando los recuerdos de Zen para que recordara como regresar a ser Chronos: esto resultaría en que ambos equipos fueran borrados del tiempo una vez que terminaran su misión. El Dios de los Mecanismos secuestra a Rei y la transporta a la cima de una torre de reloj fuera de la escuela. Los SEES y el Equipo de Investigación deciden ayudar a Zen en su tarea de rescatar a Rei y ascienden a la torre de reloj para derrotar al Dios de los Mecanismos. Después de pasar un tiempo juntos antes de que la dimensión distorsionada colapsara, Zen y Rei se desvancen para dirigirse a la siguiente vida. Mientras tanto, SEES y el Equipo de Investigación prometen volverse a ver algún día, y proceden a dirigirse a casa, sin embargo, nadie logra recordar algo de lo sucedido.

## Desarrollo
Persona Q comenzó su desarrollo en el 2012 tras el lanzamiento de Persona 4 Arena, un juego de pelea desarrollado por Atlus en colaboración con Arc System Works. Después de este éxito al colaborar  con un externo, el productor de la serie, Katsura Hashino, quería crear otras colaboraciones. Basado en la petición de los fanes por un título de la serie Persona para la plataforma de Nintendo 3DS, Hashino creó el concepto del juego. El equipo de desarrolladores estaba constituido por los creadores principales de Persona y el equipo de Etrian Odyssey, quienes han trabajado en una gran variedad de juegos de Atlus para el 3DS: el equipo de Etrian Odyssey, encabezado por el director y miembro del equipo de Persona, Daisuke Kaneda, apenas había terminado el desarrollo de Etrian Odyssey IV: Legends of the Titan para Nintendo. Hashino quería continuar con la tradición de crear juegos inusuales para la franquicia, además de querer desarrollar Persona Q como una colaboración "festiva" entre los dos equipos en honor al 25 aniversario de la serie. El objetivo era crear algo para los fanes de la serie de Persona. La animación introductoria fue dirigida por Tomohisa Taguchi, quien también participó como director para Persona 4: The Golden Animation.
La narrativa fue escrita por Azusa Kido, quien ha sido escritor de la franquicia desde Persona 3. Cuando estaba en proceso de crear la historia, Kido se sintió presionado por el gusto de los fanes hacia los grupos de los juegos principales (Persona 3 y Persona 4). Ella tenía que estar segura de que todos los personajes aportaran algo a la trama, pero fue difícil hacer eso para los personajes que son callados. Un elemento que se consideró al presentar a los protagonistas de ambos juegos, fue la mercadotecnia relacionada con los personajes: mientras que los protagonistas de Persona 3 (el "Protagonista") y Persona 4 (Yu Narukami en otras versiones) eran solo personajes sin nombre que simbolizaban a los jugadores, más adelante los medios le dieron a estos protagonistas una personalidad que se refleja Persona Q. Sin importar que sea una fusión de los grupos de ambos juegos, la historia de Persona Q se considera dentro de la cronología original.
De acuerdo con Kaneda, los dos equipos pasaron por un proceso delicado de balance al combinar la exploración en primera persona y el mapeo manual para las mazmorras proveniente de Etrian Odyssey, junto con las mecánicas de pelea y estilo de la franquicia Persona, se tenía pensado que estos eran totalmente opuestos. Ambos equipos estaban en contra de rechazar mecánicas o aspectos de sus respectivos juegos, eventualmente acordaron incorporar los elementos más fieles y paralelos de sus juegos. Cuando comenzó el desarrollo, el equipo iba a utilizar el diseño de mazmorras 3D y sistema de pelea de la serie, conforme fue progresando el desarrollo, cambió a la perspectiva y sistema de combate de Etrian Odyssey. Un elemento que utilizaron directamente de Etrian Odyssey fue el FOEs, donde los patrones de conducta de los enemigos se diseñaron para ser únicos a los pisos y estructuras de cada laberinto. A pesar de que el combate está basado franquicia Etrian Odyssey, tiene elementos reconocibles de Persona: estos incluyen el sistema Persona y características como el "Un Turno Más" y debilidades que se puede aprovechar en los enemigos. El sistema de Sub-Persona se basó en el sistema de subclases en Etrian Odyssey, parte de los hechizos para reducir habilidades de los enemigos son una fusión de elementos provenientes de ambos juegos, mientras que el "Modo Impulso" es una nueva característica sugerida por el equipo. Persona Q es la primera entrega de la franquicia para la plataforma de Nintendo, ha probado ser un reto para el equipo de desarrollo. El estilo de juego se pensó para que las personas familiarizadas con ambos juegos (Persona/Etrian Odyssey) encontraran un atractivo a la jugabilidad y un tutorial compresivo se añadió para que los jugadores pudieran entender con mayor facilidad las nuevas características.

### Diseño de personajes
El diseño de los personajes lo manejó Shigenori Soejima, quien ha estado involucrado en la franquicia de Persona desde su primer lanzamiento y ha sido el encargado del diseño de personajes desde Persona 3. Una de las preocupaciones de Soejima con los diseños era que los fanáticos tenían altas expectativas sobre como iba a recrear a los personajes, pero los estándares de los fanes no encagarían con el estilo gráfico de Etrian Odyssey o las limitaciones que tenía en cuanto a lo visual debido al tamaño de las pantallas de un 3DS. Debido a esto, los personajes tuvieron un rediseño a un estilo de caricatura (deformed "chibi"). Al momento de pensar como darles a los personajes unas proporciones más adecuadas para la consola, Soejima se centró en características visuales (cabello, ojos vestimenta) en las cuales destaque cada personaje, luego agregó esas cualidades clave en las nuevas versiones. Para eso, el equipo hizo una investigación dirigida a los fanes sobre qué clase de cualidades destacaban en cada personaje, fue así como varios de los diseños fueron creados con base en la retroalimentación del público.
Gracias a la familiaridad de los fanes, Soejima pudo tomar este riesgos con las nuevas representaciones, tal como la vestimenta "tan sofisticada y de otro mundo" de Elizabeth, la asistente en la Habitación de Terciopelo, con un vestido de enfermera de color rosa. Los rediseños le dieron a Soejima la oportunidad de evaluar y definir el diseño nuevo. Además de conservar algunos diseños para enemigos provenientes de otros juegos de la franquicia Persona, enemigos únicos fueron diseñados por Shin Nagasawa, artista de monstruos en Etrian Odyssey. Zeus, un personaje referente de Etrian Odyssey III: The Drowned City, tuvo una aparición honorífica como un jefe opcional y Persona. El diseño de Zeus como Persona lo creó  Yuji Himukai un miembro del equipo de Etrian Odysseey.

### Música
La banda sonora de Persona Q la compuso Atsushi Kitajoh, compositor para la franquicia de Trauma Center, y Toshiki Konishi, quien ha trabajado previamente en nuevas versiones de Persona 2: Innocent Sin y su secuela Eternal Punishment. Su trabajo fue supervisado por Shoji Meguro, el compositor principal de Persona. Meguro también había trabajado en la banda sonora, compuso la canción introductoria "Maze of Life". Arreglos adicionales fueron hechos por Kitajoh y Konishi. Mientras que la jugabilidad y estética era una fusión de Persona y Etrian Odyssey, la música se mantuvo de acuerdo al estilo de la franquicia, aun así se agregaron cualidades únicas: un ejemplo dado por Meguro fue una proposición por parte del equipo de crear una pista que representara misterio. Kitajoh y Konishi fueron cuidadosos con la música pues debían mantenerse fieles al legado de Persona 3 y Persona 4, y también desarrollar algo original. Recibieron muchos consejos de Hashino y Meguro, principalmente sobre como suenan las pistas peculiares de Persona y poder trabajar sobre esa base.
La canción de batalla principal en el juego de Persona 3, "Light the Fire Up in the Night", fue la primera en ser completada y usada como base para la banda sonora. Dos versiones de la canción de batalla fueron creadas, cada una con instrumentación y vocales relacionadas con los personajes de cada juego. Una vez que el estilo se solidificó, componer otras canciones fue más sencillo. Un punto a comparar son las pistas de música en las mazmorras: mientras que los juegos principales de Persona tienen melodías más optimistas y activas, Persona Q utilizó pistas tranquilas y tenues debido al tipo de exploración más relajada. Una canción que se creó con esfuerzo por parte del equipo de música fue la pista de cierre "Changing Me", la letra fue escrita por Kido quien se basó en la peculiaridad de la historia en el juego. Gran parte de la letra y vocales provienen de Lotus Juice, un músico cque ya había colaborado con Meguro en la franquicia de Persona: una de sus más reconocidas contribuciones es "Laser Beam", la canción principal para las peleas contra jefes. Varias canciones hechas por Meguro para Persona 3 y Persona 4 fueron mezcladas y usadas en Persona Q. Yuzo Koshiro, quien ha trabajado con Etrian Odyssey, fue un compositor invitado para desarrollar la melodía de batalla contra Zeus.

## Lanzamiento
Persona Q se anunció en 2013 junto con la presentación principal de Persona 5, otra ramificación titulada Persona 4: Dancing All Night, y una versión para PlayStation 3 port de Persona 4 Arena Ultimax. El juego salió en Japón el 5 de junio de 2014. Para las personas que apartaron el juego, se les regaló un disco especial con la banda sonora. El CD contiene canciones originales del juego junto con arreglos especiales por el equipo de música de Atlus que sólo se pueden apreciar el disco. La banda sonora completa salió en julio 16 del mismo año. También hay una versión de Persona Q: Shadow of the Labyrinth en paquete de Famitsu DX con el juego, un tapiz de tamaño B2 ilustrado por el equipo de anime en Persona Q, un póster tamaño A3 ilustrado por Atlus, un set de 5 carpetas, una taza original, y una figura de papel para doblar de Rei. Se hizo una historieta japonesa adaptada del juego, ilustrada por Akaume, tuvo su primera presentación en la revista ASCII Media Works' Dengeki Maoh en el mes de octubre, 2014. En el 2015, dos adaptaciones a historietas japonesas se estrenaron. Side: P4 escrito por Mizunomoto, se centra en el protagonista de Persona 4. Salió en la editorial Kodansha para la revista Monthly Shōnen Sirius en enero. Side: P3 escrito por Sō Tobita se centra en el protagonista de Persona 3. Este salió en la revista Bessatsu Shōnen Magazine de la misma editorial durante el mes de febrero. Side: P3 terminaría en noviembre. Al igual que se hizo con otros juegos como Catherine, Atlus presentó un documento que pide a los jugadores que se abstengan de subir videos en redes sociales con referencias a la historia del juego hasta que este saliera en todos los territorios.
Durante el mes de febrero, 2014, Atlus anunció que el juego tendría una versión en inglés que saldría en ese mismo año. La traducción se manejó internamente por Atlus, y se siguió los preceptos de su política para la franquicia de Persona: mantener el texto y diálogo lo más parecido a la versión japonesa, excepto en aspectos como el humor donde la audiencia occidental tendría dificultades para entender el chiste. Asimismo, también trataron de evitar ajustes en la forma de traducir cosas fuera de contexto para el juego, como el cambio de citas en los juegos Ace Attorney es el tipo de cambios que preferían evitar. Como Persona Q es un derivado de dos juegos populares, el equipo tuvo extremo cuidado de mantenerse fieles a la esencia original de la serie y a las expectativas de los fanes con respecto a los personajes. Un sacrificio que se tomó fue que los jugadores no tuvieran mucho espacio para poder nombrar al protagonista "Yu Narukami" del juego Persona 4. En Europa, el juego lo publicó NIS America.

## Recepción

### Crítica
Persona Q fue recibido positivamente por los críticos. Ganó el premio de Juego del Año de Slant Magazine, y Samantha Nelson de The A.V. Club lo indicó como su juego favorito de 2014. Antes de su lanzamiento en Japón, Atlus anunció que se esperarían pocas unidades en tienda. El juego estuvo en la cima de las tablas seguido de su lanzamiento, vendiendo 186,856 unidades. Para agosto de 2014, se habían vendido 255,597 unidades, tomando el puesto 14 como el juego mejor vendido durante ese periodo. En su lanzamiento en América del Norte, se vendieron 40,000 unidades, las cuales se resaltaron como una venta favorable a pesar de su salida tardía y junto con otros juegos destacados. NIS America tenía esperanzas en que el juego vendiera más una vez que la tienda en línea comenzará a operar.
Varios críticos destacaron su gusto en el juego por su manera de mezclar el estilo de jugabilidad de Persona y Etrian Odyssey; Meghan Sullivan de IGN habló especialmente del sistema de combate, elogiando las posibilidades estratégicas que ofrece el nuevo arreglo de los grupos, las Personas que cada personaje tenía, y las habilidades del líder. Kyle MacGregor de Destructoid indicó que la forma de navegar los laberintos fue el aspecto más débil del juego debido a que tenía que regresar para buscar llaves o las soluciones de un acertijo, sin embargo, disfrutó de editar el mapa y hacer notas en el mismo. Asimismo Sullivan encontró esta cualidad como tediosa en ciertos casos, pero disfrutó la exploración y los acertijos. Kimberly Wallace de Game Informer dijo que algunos verían como una molestia tener que ir haciendo el mapa a mano, pero indica que encontró fascinante hallar por su cuenta el otro camino del laberinto tras descubrir una ruta correcta. Megan Farokhmanesh de Polygon, le gustó hacer mapas, indicándolo como algo divertido, personal y satisfactorio.
MacGregor destacó cómo la narrativa del juego fue más divertida que otras entregas de Persona, con personajes de Persona 3 y 4 interactuando "en situaciones extrañas y alegres". Wallace, Farokhmanesh y Sullivan también hablaron sobre su apreciación de estas interacciones, pero Sullivan quedó decepcionada en la forma en que representaron los nuevos personajes, Rei y Zen, explicando que pasa mucho tiempo antes de que se pueda saber realmente quienes son. Farokhmanesh dijo que ellos, a pesar de no ser "personalmente satisfactorios" como sus contrapartes de Persona 3 y 4 donde el jugador pasa tiempo con personajes, encajan eficazmente creando una sensación de equipo dentro del grupo.
Famitsu aplaudió los aspectos visuales, al igual que la banda sonora. MacGregor se expresa de la música como algo "estelar", y dijo que algunas de esas nuevas canciones estaban entre sus favoritas de toda la franquicia. Sullivan quedó impresionada con la música, mencionando que la mezcla entre las viejas y nuevas canciones es "fantástica". Wallace también mostró agrado por el diseño de sonido, y pensó que el nuevo estilo de los personajes generó un efecto positivo para destacar el juego ante otros de la franquicia. Del mismo modo, describió su gusto sobre la forma de construcción de los laberintos, cada uno tenía temas únicos, demostrando una mejora por parte del equipo de Etrian Odyssey.